# シャーウッド・アンダーソン
シャーウッド・アンダーソン（Sherwood Anderson, 1876年9月13日-1941年3月8日）は、アメリカの作家。
アメリカ的な土着性とヨーロッパ的モダニズムとの複合を試みたアンダーソンの作品がアメリカ文学史上に占める位置は大きく、親交のあった作家のウィリアム・フォークナーは彼について「我々の世代のあらゆる作家の父親である」といった発言をしている。なお彼の文章スタイルの影響を受けた作家としては、前述のフォークナーのほかに、アーネスト・ヘミングウェイ、ジョン・スタインベック、トーマス・ウルフ、レイモンド・カーヴァーなどの名が挙げられる。

## 経歴
1876年オハイオ州キャムデンに生まれる。高校を中退後、1年あまりの軍隊生活を経たのち、様々な職種を転々とした。1908年、塗装会社を設立して事業をはじめるが、1912年11月、執務中に突然会社から姿を消し、4日後に朦朧状態で発見されるという謎の失踪事件をおこす。
翌年、妻子を置いて単身シカゴに移ったアンダーソンはセオドア・ドライサーらの知遇を得て、執筆活動を開始。1919年、オハイオ州の小さな田舎町を舞台にした短編集『ワインズバーグ・オハイオ』が評判を呼び、一躍有名作家となった。
その後も、私生活では結婚･離婚を繰り返しながら、『卵の勝利』『黒い笑い』など数々の優れた短編集を発表し続けたが、1941年、南アメリカへの旅行中、腹膜炎にかかって死亡。64歳没。

## 主な作品

### 小説
- 『貧乏白人』 - Poor White 1920年
  - 大橋吉之輔訳 荒地出版社（現代アメリカ文学全集01）1957年

- 『幾度もの結婚（英語版）』 - Many Marriages 1923年[1]
  - 森本真一訳 近代文芸社 2003年

- 『黒い笑い（英語版）』- Dark Laughter 1925年[1]
  - 『暗い青春』 清水俊二訳 三笠書房（現代アメリカ小説全集11）1940年
  - 『夜の逢びき』 飯島淳秀訳 角川書店（角川文庫）1953年
  - 『黒い笑い』 斎藤光訳 八潮出版社 1964年

### 短編集
- 『ワインズバーグ・オハイオ』 - Winesburg, Ohio 1919年　
  - 山屋三郎訳 『ワインズバーグ物語』 春陽堂 1933年、「ワインズバーグ・オハイオ」 角川書店（角川文庫） 1953年
  - 大橋吉之輔訳 『ワインズバーグ物語』荒地出版社（現代アメリカ文学全集01）1957年
  - 橋本福夫訳 『ワインズバーグ・オハイオ』新潮社（新潮文庫）1959年
  - 金関寿夫訳 『南回帰線 ワインズバーグ・オハイオ』集英社（愛蔵版世界文学全集31）1974年。新版・集英社（世界文学全集 ベラージュ69）1979年
  - 小島信夫、浜本武雄訳 『ワインズバーグ・オハイオ』講談社（世界文学全集87）1979年、講談社文芸文庫 1997年
  - 上岡伸雄訳『ワインズバーグ、オハイオ』新潮文庫 2018年 - 新訳
  - 「手」『ご主人を拝借 - 男と男官能の選集』芦野淳訳 心交社 1995年
  - 「手」大津栄一郎訳 『20世紀アメリカ短篇選 Vol.1』 大津栄一郎編 岩波書店（岩波文庫） 1999年
  - 「手」坂本美枝訳 『ゲイ短編小説集』大橋洋一監訳 平凡社 1999年

- 『卵の勝利（英語版）』 - The Triumph of the Egg 1921年
  - 「唖の男」「別の女」「卵」「兄弟たち」「係蹄の扉」「シカゴのハムレット」『卵の勝利』 吉田甲子太郎訳、新潮社（海外文学新選15）1924年
  - 「種子」「別の女」小島信夫訳 『世界文学100選03』河出書房新社 1961年。新版『世界100物語05』河出書房新社 1997年
  - 「卵」『女になつた男・卵』 谷口陸男、宮崎芳三訳 英宝社（英米名作ライブラリー）1956年
  - 「卵」大橋吉之輔訳 『アメリカ短篇名作集04』大橋健三郎編 学生社 1961年
  - 「点されないランプ」佐藤亮一訳『現代アメリカ短編小説集』佐藤亮一、刈田元司訳 文建書房 1960年

- 『馬と人間』 - Horses and Men - 1923年
  - 「女になつた男」『女になつた男・卵』 谷口陸男、宮崎芳三訳 英宝社（英米名作ライブラリー）1956年
  - 「牛乳瓶」「男の物語」『アンダーソン短編集』 白岩英樹訳 近代文芸社 2001年

- 『森の中の死』 - Death in the Woods and Other Stories 1933年
  - 「森の中の死」宮本陽吉訳  中央公論社（世界の文学53（イギリス・アメリカ文学集））1966年。他『アメリカ短篇24』集英社（現代の世界文学）1970年
  - 「彼女はそんな人間なんです 風呂に入っているんです」「失われた小説」「女王のように」「山人たち」「高潮」『アンダーソン短編集』 白岩英樹訳 近代文芸社 2001年
- 『トウモロコシの種蒔き　S・アンダーソン短編集』後藤健治訳、「シリーズ世界の文豪」柏艪舎 2018年。単行本未収録15篇

### 詩集
- 『中西部アメリカの歌』 - Mid-American chants 1918年
  - 白岩英樹訳 新生出版 2002年 のち『シャーウッド・アンダーソン全詩集 中西部アメリカの聖歌/新しい聖約』作品社 2014年
- 『新しい聖約』 - A New Testament 1927年
  - 『シャーウッド・アンダーソン全詩集 中西部アメリカの聖歌/新しい聖約』 白岩英樹訳 作品社 2014年

### ノンフィクション
- 『もしや女たちは』 - Perhaps Women 1931年
  - 森本真一訳 近代文芸社 2006年

- 『混迷するアメリカ』 - Puzzled America 1935年

- 『樫の茂る丘へ : アメリカ昔語り』 - Home Town 1940年
  - 森本真一訳 近代文芸社 1995年

### 没後出版
- 『アンダスン短編集』 - Maxwell Geismar編 Sherwood Anderson: Short Stories 1962年
  - 橋本福夫訳 新潮社（新潮文庫） 1976年

## 日本語文献
- 大橋吉之輔編『20世紀英米文学案内 第8 アンダソン』研究社出版 1968年
- 小林祐二『S・アンダスン覚え書』開隆堂 1988年
- 髙田賢一・森岡裕一編『シャーウッド・アンダソンの文学』ミネルヴァ書房 1999年
- 白岩英樹『シャーウッド・アンダーソン論：他者関係を見つめつづけた作家』作品社 2012年